# Cnidium monnieri
Cnidium monnieri es una planta planta fanerógama del género Cnidium de la familia de la apiáceas.

## Descripción
Son plantas anuales, que alcanzan un tamaño de 10-60 (-80) cm. La raíces de 2-3 mm de espesor. Tallo solitario, estriado, escabroso. Pecíolos más bajos de 3-8 cm; lámina oval-lanceolada, 3-8 × 2-5 cm, 2-3-pinnadas; con los últimos segmentos lineales a linear-lanceoladas, de 3-10 x 1-1,5 mm, venas y márgenes escabrosos. Umbelas de 2-3 (-5) cm de ancho; brácteas 6-10, lineal a lineal-lanceoladas, de 2-3 mm, persistente, márgenes membranosos estrechamente blancos, muy finamente ciliados; rayos 8-20 (-30), de 5-20 mm, desiguales; bractéolas 5-9, lineal, casi iguales pedicelos, los márgenes ciliados. Fruto ovoide, de 1.5-3 × 1-2 mm; nervios laterales ligeramente más amplios que los dorsales. Semilla de boca plana. Fl. abril-julio, fr. julio-octubre.

## Distribución y hábitat
Se encuentra en praderas ribereñas, márgenes de los campos. Casi en toda China y en India, Corea, Laos, Mongolia, Rusia, Vietnam; Europa; y en América del Norte.

## Propiedades
Las cumarinas osthol, imperatorina y xanthotoxol se pueden encontrar en C. monnieri.

## Taxonomía
Cnidium monnieri fue descrita por (L.) Cusson y publicado en Histoire de la Société Royale de Médicine 1782-83: 280. 1782
Variedad
- Cnidium monnieri var. formosanum (Y.Yabe) Kitag.

Sinonimia
- Cicuta monnieri (L.) Crantz
- Cicuta sinensis Zuccagni
- Cnidium confertum Moench
- Cnidium microcarpum Turcz. ex Steud.
- Cnidium microcarpum Turcz.
- Cnidium mongolicum H.Wolff
- Ligusticopsis mongolica (H.Wolff) Leute
- Ligusticum minus Lam.
- Ligusticum mongholicum (Turcz.) Krylov
- Ligusticum mongolicum (H. Wolff) Leute
- Ligusticum monnieri Calest.
- Pinasgelon monnieri (L.) Raf.
- Selinum monnieri L.
- Seseli daucifolium C.B. Clarke[4]